# Jonesburg
Jonesburg est une ville de l’État du Missouri, aux États-Unis. La commune compte 695 habitants en l’an 2000. 

## Source
- (en) Cet article est partiellement ou en totalité issu de l’article de Wikipédia en anglais intitulé « Jonesburg, Missouri » (voir la liste des auteurs).